# Casa Miquel Badia
La Casa Miquel Badia, coneguda també com a ca l'Eco, és un edifici modernista de Badalona (Barcelonès), situat al barri del Centre, obra de l'arquitecte badaloní Joan Amigó i Barriga, considerat i protegit com a Bé Cultural d'Interès Local.

## Descripció
És un habitatge de cos entre mitgeres de planta baixa i dues plantes. L'estil de la casa se situa en una tendència eclèctica que és molt present en moltes de les obres de Joan Amigó. L'arquitecte, localitzat en la seva etapa plenament modernista, feu en la façana el mateix tractament plàstic que a la Casa Pavillard. Hi introdueix elements del modernisme vienès, però en fa una reinterpretació prèvia fent un ús eclèctic de la Secessió de Viena, especialment des del punt de vista ornamental. Té destacats motius decoratius. L'ornamentació consta de relleus amb garlandes de roses esgrafiades a l'altura del primer pis entorn de l'arc de ferradura arabitzant. L'arc és, de fet, l'element més característic de la casa, la porta del balcó del qual té una porta de fusteria amb un disseny molt interessant. La resta de la façana té encoixinats d'imitació de pedra irregular. Les reixes són de ferro, destaquen les de la finestra de la planta baixa i el del balcó de la planta principal, sinuós, engalanada amb fulles i flors també de ferro. La façana de la casa fou restaurada i en aquesta s'hi ressaltaren els colors dels elements florals de les baranes.

## Història
La casa fou fruit d'una reforma d'Amigó el 1907. El permís d'obres va ser demanat l'any 1902 a nom de Joan Roca. L'edifici, en règim de lloguer, ha tingut diversos propietaris i usos al llarg dels anys.